# Cán bộ
Cán bộ trong tiếng Việt là thuật ngữ chỉ những người được bầu cử, phê chuẩn, bổ nhiệm giữ chức vụ, chức danh theo nhiệm kỳ trong cơ quan nhà nước (cơ quan dân cử, cơ quan hành chính) và thuộc biên chế của một cơ quan, đơn vị và được hưởng lương từ ngân sách nhà nước.
Thuật ngữ Cán bộ còn chỉ chung cho những người mang trọng trách, công vụ và có những quyền hạn nhất định. Trong quân sự, cán bộ được dùng như từ đồng nghĩa với sĩ quan. Thuật ngữ cán bộ cũng thường được những tù nhân trong trại giam gọi những người quản lý trại giam, cai tù, cai ngục ở Việt Nam. Cán bộ cũng là danh xưng thường được những người dân chỉ về những người có quyền hành (cán bộ lãnh đạo, cán bộ cao cấp, cán bộ quản lý, cán bộ nguồn...), hay đang thụ lý giải quyết một vụ việc cho người dân (cán bộ thuộc dịch vụ công cộng).

## Tại Việt Nam

### Quy định pháp luật
Ở Việt Nam, theo quy định của Luật Cán bộ, công chức năm 2008 (được sửa đổi, bổ sung Luật Cán bộ, công chức và Luật Viên chức sửa đổi 2019) thì cán bộ là công dân Việt Nam, được bầu cử, phê chuẩn, bổ nhiệm giữ chức vụ, chức danh theo nhiệm kỳ trong cơ quan của Đảng Cộng sản Việt Nam, Nhà nước Việt Nam, tổ chức chính trị – xã hội ở trung ương, ở tỉnh, thành phố trực thuộc trung ương cấp tỉnh), ở huyện, quận, thị xã, thành phố thuộc tỉnh (cấp huyện), trong biên chế và hưởng lương từ ngân sách nhà nước. Và cán bộ, công chức, viên chức đều là những người đang thi hành công vụ hay dịch vụ công.

### Tư tưởng Hồ Chí Minh
Theo Chủ tịch Hồ Chí Minh thì thực chất cán bộ là đầy tớ của nhân dân, cán bộ đóng vai trò quan trọng họ là cái gốc của mọi công việc và công việc thành hay bại đều do cán bộ tốt hay kém và cán bộ nhất là cán bộ đảng viên của Việt Nam có nhiều người đang bị chủ nghĩa cá nhân đang ám ảnh, tha hóa. Họ xa rời quần chúng, không muốn học hỏi quần chúng, mắc bệnh quan liêu, mệnh lệnh. Kết quả là quần chúng không tin, không phục, càng không yêu họ. Chung quy là họ không làm nên trò trống gì.

### Thực trạng
Thực tế cho thấy nhận định này đúng vì ở Việt Nam hiện nay, phẩm chất của đội ngũ cán bộ, công chức đang gặp nhiều vấn đề, hàng loạt cán bộ vi phạm pháp luật cho đến tư cách đạo đức được báo chí phanh phui như các cán bộ trong vụ án tranh chấp đất đai ở huyện Tiên Lãng, vi phạm trong việc bảo vệ rừng, cán bộ y tế vi phạm y đức, cán bộ tư pháp vi phạm pháp luật, cán bộ vi phạm quản lý đất đai, vi phạm luật hình sự, cán bộ vi phạm luật giao thông vi phạm trong vụ Vinashin.....